# Olympische Sommerspiele 1996/Teilnehmer (China)
| Gelbes Symbol für Goldmedaillen mit stilisierten Olympischen Ringen | Graues Symbol für Silbermedaillen mit stilisierten Olympischen Ringen | Braundes Symbol für Bronzemedaillen mit stilisierten Olympischen Ringen |
| ------------------------------------------------------------------- | --------------------------------------------------------------------- | ----------------------------------------------------------------------- |
| 16                                                                  | 22                                                                    | 12                                                                      |

Die Volksrepublik China nahm bei den Olympischen Sommerspielen 1996 in Atlanta zum achten Mal an Olympischen Sommerspielen teil. Die Mannschaft umfasste 294 Sportler, von denen 111 Männer und 183 Frauen waren. Diese starteten in 155 Entscheidungen in 25 Sportarten.

## Flaggenträger
Der Basketballer Liu Yudong trug die Flagge der Volksrepublik China während der Eröffnungsfeier am 19. Juli im Centennial Olympic Stadium.

## Medaillengewinner
Mit 16 gewonnenen Gold-, 22 Silber- und 12 Bronzemedaillen belegte das chinesische Team Platz 4 im Medaillenspiegel.
Die erfolgreichsten Starter waren die Schwimmerin Le Jingyi und der Turner Li Xiaoshuang, die jeweils eine Gold- und zwei Silbermedaillen gewinnen konnten.

## Teilnehmer
Der jüngste chinesische Teilnehmer war die Schwimmerin Nian Yun mit 13 Jahren und 287 Tagen, der älteste war die Handballerin Wang Tao mit 39 Jahren und 43 Tagen.
| Name            | Alter | Geschlecht | Sportart                   | Resultat(e) |
| --------------- | ----- | ---------- | -------------------------- | --- |
| An Zhongxin     | 23    | weiblich   | Softball                   | Silber mit der Mannschaft |
| Ao Tegen        | 21    | männlich   | Judo                       | Platz 21 im Mittelgewicht |
| Ba Yanchuan     | 24    | männlich   | Ringen                     | Platz 16 im Schwergewicht griechisch-römisch |
| Bateer Mengke   | 20    | männlich   | Basketball                 | Platz 8 mit der Mannschaft |
| Bi Wenjing      | 14    | weiblich   | Turnen                     | Silber am Stufenbarren; Platz 4 mit der Mehrkampfmannschaft |
| Cai Huijue      | 16    | weiblich   | Schwimmen                  | Bronze mit der Lagenstaffel; Platz 7 über 100 Meter Schmetterling |
| Cai Yingying    | 17    | weiblich   | Rhythmische Sportgymnastik | Platz 5 mit der Mannschaft |
| Cao Mianying    | 29    | weiblich   | Rudern                     | Silber im Doppelzweier; Platz 5 im Doppelvierer |
| Cao Xiaobo      | 29    | männlich   | Segeln                     | Platz 32 im Finn Dinghy |
| Chao Na         | 16    | weiblich   | Schwimmen                  | Silber mit der 100-Meter-Freistilstaffel |
| Che Zhihong     | 21    | weiblich   | Handball                   | Platz 5 mit der Mannschaft |
| Chen Bangping   | 20    | weiblich   | Handball                   | Platz 5 mit der Mannschaft |
| Chen Dongjie    | 26    | männlich   | Schießen                   | Platz 9 im Skeet |
| Chen Haiyun     | 22    | weiblich   | Handball                   | Platz 5 mit der Mannschaft |
| Chen Hong       | 26    | weiblich   | Softball                   | Silbermedaille mit der Mannschaft |
| Chen Jing       | 20    | männlich   | Leichtathletik             | Platz 29 in der Weitsprungqualifikation |
| Chen Li-Ling    | 25    | weiblich   | Tennis                     | Platz 33 im Einzel; Platz 9 im Doppel |
| Chen Muhua      | 22    | weiblich   | Schießen                   | Platz 22 mit der Luftpistole über zehn Meter; Platz 22 im Kleinkaliber-Dreistellungskampf |
| Chen Tao        | 23    | männlich   | Boxen                      | Platz 17 im Mittelgewicht |
| Chen Wenzhong   | 25    | männlich   | Leichtathletik             | Platz 7 im dritten Zwischenlauf über 100 Meter; Platz 7 im elften Vorlauf über 200 Meter |
| Chen Xianjun    | 22    | männlich   | Schießen                   | Platz 42 im Kleinkaliber-Dreistellungskampf; Platz 20 im Kleinkaliber liegend |
| Chen Xingdong   | 26    | männlich   | Badminton                  | Platz 4 im Mixed |
| Chen Xuan       | 18    | weiblich   | Synchronschwimmen          | Platz 7 mit der Mannschaft |
| Chen Yan        | 15    | weiblich   | Schwimmen                  | Platz 17 über 200 Meter Freistil; Platz 29 über 400 Meter Freistil Platz 8 mit der 200-Meter-Freistilstaffel; Platz 17 über 400 Meter Lagen                                                                         |
| Chen Yan        | 17    | weiblich   | Schwimmen                  | Platz 5 über 100 Meter Rücken; Platz 11 über 200 Meter Rücken; Bronze mit der Lagenstaffel |
| Chen Yanhao     | 24    | männlich   | Leichtathletik             | Platz 5 im ersten Vorlauf über 110 Meter Hürden |
| Chen Ying       | 24    | weiblich   | Badminton                  | Platz 5 im Doppel |
| Chen Yufeng     | 25    | weiblich   | Fußball                    | Silber mit der Mannschaft |
| Chu Hui         | 27    | weiblich   | Basketball                 | Platz 9 mit der Mannschaft |
| Cong Yanxia     | 20    | weiblich   | Handball                   | Platz 5 mit der Mannschaft |
| Cui Wenhua      | 22    | männlich   | Gewichtheben               | Platz 5 im Superschwergewicht |
| Cui Yongmei     | 27    | weiblich   | Volleyball                 | Silber mit der Mannschaft |
| Deng Yaping     | 23    | weiblich   | Tischtennis                | Gold im Einzel; Gold im Doppel |
| Dong Jiong      | 22    | männlich   | Badminton                  | Silber im Männereinzel |
| Dong Ying       | 23    | weiblich   | Kanurennsport              | Platz 4 im K4 über 500 Meter |
| Dong Zhaozhi    | 22    | männlich   | Fechten                    | Platz 38 im Florett-Einzel; Platz 9 mit der Florett-Mannschaft |
| Du Xiujie       | 24    | weiblich   | Leichtathletik             | Platz 6 im vierten Vorlauf über 200 Meter; Platz 6 im vierten Vorlauf über 400 Meter |
| Fan Bin         | 22    | männlich   | Turnen                     | Silber im Mannschaftsmehrkampf; Bronze am Barren; Platz 8 am Seitpferd |
| Fan Hongbin     | 21    | männlich   | Turnen                     | Silber im Mannschaftsmehrkampf; Platz 5 an den Ringen |
| Fan Yunjie      | 24    | weiblich   | Fußball                    | Silber mit der Mannschaft |
| Feng Aigang     | 20    | männlich   | Ringen                     | Platz 9 im Superschwergewicht Freistil |
| Fu Mingxia      | 17    | weiblich   | Wasserspringen             | Gold vom Brett; Gold vom Turm |
| Fu Yuling       | 22    | weiblich   | Synchronschwimmen          | Platz 7 mit der Mannschaft |
| Gao Beibei      | 21    | weiblich   | Kanurennsport              | Platz 4 im K4 über 500 Meter, Platz 9 im K1 über 400 Meter |
| Gao E           | 33    | weiblich   | Schießen                   | Platz 8 im Doppel Trap |
| Gao Hong        | 28    | weiblich   | Fußball                    | Silber mit der Mannschaft |
| Gao Hongmiao    | 22    | weiblich   | Leichtathletik             | Zehn Kilometer Gehen |
| Gao Hongying    | 25    | weiblich   | Radsport                   | Platz 27 im Mountainbike |
| Ge Cheng        | 22    | männlich   | Badminton                  | Platz 9 im Doppel |
| Ge Fei          | 22    | weiblich   | Badminton                  | Gold im Doppel |
| Gong Xiaobin    | 26    | männlich   | Basketball                 | Platz 8 mit der Mannschaft |
| Gu Xiaoli       | 25    | weiblich   | Rudern                     | Platz 5 im Doppelvierer |
| Gu Jun          | 21    | weiblich   | Badminton                  | Gold im Doppel |
| Gu Yan          | 22    | weiblich   | Leichtathletik             | Platz 4 über 10 Kilometer Gehen |
| Guo Cui         | 21    | weiblich   | Synchronschwimmen          | Platz 7 mit der Mannschaft |
| Guo Jingjing    | 14    | weiblich   | Wasserspringen             | Platz 5 vom Turm |
| Guo Xinghong    | 26    | weiblich   | Radsport                   | Platz 41 im Straßenrennen |
| Han Jingna      | 21    | weiblich   | Badminton                  | Platz 5 im Einzel |
| Han Xue         | 14    | weiblich   | Schwimmen                  | Bronze mit der Freistilstaffel; Platz 9 über 100 Meter Rücken |
| He Cihong       | 21    | weiblich   | Schwimmen                  | Platz 26 über 100 Meter Rücken |
| He Jun          | 27    | weiblich   | Basketball                 | Platz 9 mit der Mannschaft |
| He Liping       | 23    | weiblich   | Softball                   | Silbermedaille mit der Mannschaft |
| He Qi           | 22    | weiblich   | Volleyball                 | Silber mit der Mannschaft |
| He Ying         | 19    | weiblich   | Bogenschießen              | Silber im Einzel; Platz 6 mit der Mannschaft |
| Hu Dongmei      | 24    | weiblich   | Kanurennsport              | Platz 8 im K2 über 500 Meter |
| Hu Guohong      | 27    | männlich   | Ringen                     | Platz 12 im Federgewicht griechisch-römisch |
| Hu Weidong      | 25    | männlich   | Basketball                 | Platz 8 mit der Mannschaft |
| Huang Geng      | 26    | männlich   | Leichtathletik             | Platz 9 im Weitsprung |
| Huang Huadong   | 24    | männlich   | Turnen                     | Silber mit der Mehrkampfmannschaft; Platz 5 am Seitpferd |
| Huang Liping    | 23    | männlich   | Turnen                     | Silber mit der Mehrkampfmannschaft; Platz 6 am Barren |
| Huang Ting      | 19    | weiblich   | Rhythmische Sportgymnastik | Platz 5 mit der Mannschaft |
| Huang Xiaoping  | 23    | männlich   | Rudern                     | Platz 10 im Vierer ohne Steuermann |
| Huang Ying      | 19    | weiblich   | Rhythmische Sportgymnastik | Platz 5 mit der Mannschaft |
| Huang Zhanzhong | 27    | männlich   | Badminton                  | Platz 5 im Doppel |
| Ji Fengqin      | 22    | weiblich   | Segeln                     | Platz 21 im 470er |
| Ji Liya         | 14    | weiblich   | Turnen                     | Platz 4 mit der Mehrkampfmannschaft; Platz 8 am Boden |
| Jiang Chengji   | 20    | männlich   | Schwimmen                  | Platz 4 über 50 Meter Rücken; Platz 4 über 100 Meter Schmetterling; Platz 13 mit der Lagenstaffel |
| Jiang Tao       | 26    | männlich   | Boxen                      | Platz 5 im Schwergewicht |
| Jiang Xin       | 27    | männlich   | Badminton                  | Platz 5 im Doppel |
| Jing Yanhua     | 23    | weiblich   | Rudern                     | Platz 7 im Zweier ohne Steuermann |
| Kong Linghui    | 20    | männlich   | Tischtennis                | Gold im Doppel; Platz 9 im Einzel |
| Kui Yuanyuan    | 15    | weiblich   | Turnen                     | Platz 4 mit der Mehrkampfmannschaft |
| Lai Yawen       | 25    | weiblich   | Volleyball                 | Silber mit der Mannschaft |
| Lan Shizhang    | 22    | männlich   | Gewichtheben               | Platz 4 im Fliegengewicht |
| Le Jingyi       | 21    | weiblich   | Schwimmen                  | Gold über 100 Meter Freistil; Silber über 50 Meter Freistil; Silber mit der 100-Meter-Freistilstaffel |
| Lei Li          | 28    | weiblich   | Softball                   | Silbermedaille mit der Mannschaft |
| Leng Chunhui    | 24    | weiblich   | Judo                       | Platz 15 im Halbschwergewicht |
| Li Aiyue        | 25    | weiblich   | Judo                       | Platz 10 im Extraleichtgewicht |
| Li Bo           | 26    | männlich   | Schießen                   | Platz 7 im Doppel Trap |
| Li Dongmei      | 26    | weiblich   | Basketball                 | Platz 9 mit der Mannschaft |
| Li Duihong      | 26    | weiblich   | Schießen                   | Gold mit der Sportpistole; Platz 15 mit der Luftpistole |
| Li Fei          | 23    | weiblich   | Rudern                     | Platz 9 im Leichtgewichts-Doppelzweier |
| Li Haicong      | 25    | männlich   | Schießen                   | Platz 22 mit der Luftpistole |
| Li Jianfang     | 24    | weiblich   | Handball                   | Platz 5 mit der Mannschaft |
| Li Ke           | 27    | weiblich   | Segeln                     | Platz 4 im Windsurfen |
| Li Lei          | 22    | weiblich   | Leichtathletik             | Platz 8 im Speerwurf |
| Li Meisu        | 37    | weiblich   | Leichtathletik             | Platz 14 in der Qualifikation des Kugelstoßens |
| Li Min          | 20    | weiblich   | Synchronschwimmen          | Platz 7 mit der Mannschaft |
| Li Mingcai      | 24    | männlich   | Leichtathletik             | 20 Kilometer Gehen |
| Li Nan          | 19    | männlich   | Basketball                 | Platz 8 mit der Mannschaft |
| Li Shaojie      | 20    | männlich   | Leichtathletik             | Platz 18 in der Qualifikation des Diskuswurfs |
| Li Tong         | 29    | männlich   | Leichtathletik             | Platz 9 im ersten Halbfinale über 110 Meter Hürden |
| Li Wenjie       | 28    | männlich   | Schießen                   | Platz 11 im Kleinkaliber liegend |
| Li Xiaoshuang   | 22    | männlich   | Turnen                     | Gold im Mehrkampf; Silber mit der Mehrkampfmannschaft; Silber am Boden; Platz 4 im Pferdsprung |
| Li Xiaoyong     | 26    | männlich   | Basketball                 | Platz 8 mit der Mannschaft |
| Li Xin          | 26    | weiblich   | Basketball                 | Platz 9 mit der Mannschaft |
| Li Yan          | 20    | weiblich   | Volleyball                 | Silber mit der Mannschaft |
| Li Yuanyuan     | 19    | weiblich   | Synchronschwimmen          | Platz 7 mit der Mannschaft |
| Li Zewen        | 22    | männlich   | Leichtathletik             | Platz 28 über 20 Kilometer Gehen |
| Liang Hongming  | 23    | männlich   | Rudern                     | Platz 10 im Vierer ohne Steuermann |
| Liang Jun       | 27    | weiblich   | Fechten                    | Platz 27 im Florett-Einzel; Platz 7 mit der Florett-Mannschaft |
| Liang Xiling    | 25    | weiblich   | Rudern                     | Platz 7 im Zweier ohne Steuermann |
| Liang Xin       | 21    | weiblich   | Basketball                 | Platz 9 mit der Mannschaft |
| Lin Li          | 25    | weiblich   | Schwimmen                  | Platz 16 über 200 Meter Brust; Bronze über 200 Meter Lagen |
| Lin Shoufeng    | 24    | männlich   | Gewichtheben               | Platz 5 im Mittelgewicht |
| Liu Ailing      | 29    | weiblich   | Fußball                    | Silber mit der Mannschaft |
| Liu Chuang      | 21    | weiblich   | Judo                       | Platz 5 im Leichtgewicht |
| Liu Guoliang    | 20    | männlich   | Tischtennis                | Gold im Einzel; Gold im Doppel |
| Liu Guoke       | 24    | männlich   | Ringen                     | Platz 19 im Superschwergewicht griechisch-römisch |
| Liu Haimei      | 25    | weiblich   | Segeln                     | Platz 21 im 470er |
| Liu Jianjun     | 27    | männlich   | Badminton                  | Bronze im Mixed |
| Liu Jun         | 26    | weiblich   | Basketball                 | Platz 9 mit der Mannschaft |
| Liu Limin       | 20    | weiblich   | Schwimmen                  | Silber über 100 Meter Schmetterling; Platz 5 über 200 Meter Schmetterling |
| Liu Lizhe       | 20    | weiblich   | Judo                       | Platz 16 im Halbmittelgewicht |
| Liu Shenggang   | 19    | männlich   | Judo                       | Platz 5 im Schwergewicht |
| Liu Wei         | 26    | weiblich   | Tischtennis                | Silber im Doppel, Platz 4 im Einzel |
| Liu Xianbin     | 23    | männlich   | Rudern                     | Platz 10 im Vierer ohne Steuermann |
| Liu Xiaochun    | 22    | weiblich   | Rudern                     | Platz 11 im Einer |
| Liu Xirong      | 26    | weiblich   | Rudern                     | Platz 5 im Doppelvierer |
| Liu Xuan        | 17    | weiblich   | Turnen                     | Platz 4 mit der Mehrkampfmannschaft |
| liu Xuqing      | 27    | weiblich   | Softball                   | Silbermedaille mit der Mannschaft |
| Liu Yaju        | 24    | weiblich   | Softball                   | Silbermedaille mit der Mannschaft |
| Liu Ying        | 22    | weiblich   | Fußball                    | Silber mit der Mannschaft |
| Liu Yudong      | 25    | männlich   | Basketball                 | Platz 8 mit der Mannschaft |
| Long Yan        | 22    | weiblich   | Synchronschwimmen          | Platz 7 mit der Mannschaft |
| Lu Fang         | 24    | weiblich   | Schießen                   | Platz 14 mit der Luftpistole |
| Lü Lin          | 27    | männlich   | Tischtennis                | Silber im Doppel |
| Luo Hengyu      | 23    | männlich   | Bogenschießen              | Platz 36 im Einzel; Platz 12 mit der Mannschaft |
| Ma Chengqing    | 20    | weiblich   | Basketball                 | Platz 9 mit der Mannschaft |
| Ma Ge           | 27    | weiblich   | Schießen                   | Platz 9 mit der Sportpistole |
| Ma Ying         | 24    | weiblich   | Softball                   | Silbermedaille mit der Mannschaft |
| Ma Zongqing     | 20    | weiblich   | Basketball                 | Platz 9 mit der Mannschaft |
| Mao Xinyuan     | 25    | männlich   | Leichtathletik             | 50 Kilometer Gehen |
| Mao Yanling     | 16    | weiblich   | Turnen                     | Platz 4 mit der Mehrkampfmannschaft |
| Meng Gang       | 28    | männlich   | Schießen                   | Platz 5 mit der Schnellfeuerpistole |
| Miao Bo         | 21    | weiblich   | Basketball                 | Platz 9 mit der Mannschaft |
| Mo Huilan       | 17    | weiblich   | Turnen                     | Platz 4 mit der Mehrkampfmannschaft; Platz 5 im Mehrkampf; Silber im Pferdsprung; Platz 6 am Boden |
| Nian Yun        | 13    | weiblich   | Schwimmen                  | Silber mit der 100-Meter-Freistilstaffel; Platz 8 mit 200-Meter-Freistilstaffel |
| Ning Lijia      | 31    | männlich   | Schießen                   | Platz 18 mit der Luftpistole; Platz 10 im Kleinkaliber-Dreistellungskampf |
| Ning Menghua    | 22    | weiblich   | Kanurennsport              | Platz 8 im K2 über 500 Meter |
| Ou Jingbai      | 25    | weiblich   | Softball                   | Silbermedaille mit der Mannschaft |
| Ou Shaoyan      | 22    | weiblich   | Rudern                     | Platz 9 im Leichtgewichts-Doppelzweier |
| Pan Bing        | 26    | männlich   | Tennis                     | Platz 17 im Einzel |
| Pan Yan         | 22    | weiblich   | Synchronschwimmen          | Platz 7 mit der Mannschaft |
| Peng Xinyong    | 23    | weiblich   | Badminton                  | Platz 4 im Mixed |
| Pu Yiqi         | 15    | weiblich   | Schwimmen                  | Platz 12 über 800 Meter Freistil; Platz 8 mit der 200-Meter-Freistilstaffel |
| Qian Hong       | 24    | männlich   | Segeln                     | Platz 12 im Windsurfen |
| Qiao Hong       | 27    | weiblich   | Tischtennis                | Gold im Doppel; Bronze im Einzel |
| Qiao Ya         | 19    | weiblich   | Turnen                     | Platz 4 mit der Mehrkampfmannschaft; Platz 11 im Mehrkampf |
| Qiao Yunping    | 27    | weiblich   | Tischtennis                | Silber im Doppel |
| Qin Yiyuan      | 23    | weiblich   | Badminton                  | Bronze im Doppel |
| Qu Yun          | 18    | weiblich   | Schwimmen                  | Platz 4 über 200 Meter Schmetterling |
| Ren Ruiping     | 20    | weiblich   | Leichtathletik             | Platz 6 im Dreisprung |
| Ren Xiuhuan     | 21    | weiblich   | Leichtathletik             | Platz 9 im Marathon |
| Shan Tao        | 26    | männlich   | Basketball                 | Platz 8 mit der Mannschaft |
| Shan Ying       | 17    | weiblich   | Schwimmen                  | Platz 7 über 50 Meter Freistil; Platz 9 über 100 Meter Freistil; Platz 23 über 200 Meter Freistil; Silber mit der 100-Meter-Freistilstaffel; Platz 8 mit der 200-Meter-Freistilstaffel; Bronze mit der Lagenstaffel |
| Shen Jian       | 21    | männlich   | Turnen                     | Silber mit der Mehrkampfmannschaft; Platz 5 im Mehrkampf |
| Shen Jun        | 24    | männlich   | Bogenschießen              | Platz 40 im Einzel; Platz 12 mit der Mannschaft |
| Shen Li         | 27    | weiblich   | Basketball                 | Platz 9 mit der Mannschaft |
| Sheng Zetian    | 23    | männlich   | Ringen                     | Bronze im Bantamgewicht griechisch-römisch |
| Shi Guihong     | 28    | weiblich   | Fußball                    | Silber mit der Mannschaft |
| Shi Wei         | 26    | weiblich   | Handball                   | Platz 5 mit der Mannschaft |
| Shui Qingxia    | 29    | weiblich   | Fußball                    | Silber mit der Mannschaft |
| Sui Xinmei      | 31    | weiblich   | Leichtathletik             | Silber im Kugelstoßen |
| Sun Fuming      | 22    | weiblich   | Judo                       | Gold im Schwergewicht |
| Sun Jun         | 21    | männlich   | Badminton                  | Platz 9 im Einzel |
| Sun Jun         | 26    | männlich   | Basketball                 | Platz 8 mit der Mannschaft |
| Sun Jun         | 21    | männlich   | Rudern                     | Platz 10 im Vierer ohne Steuermann |
| Sun Man         | 27    | weiblich   | Badminton                  | Bronze im Mixed |
| Sun Qingmei     | 30    | weiblich   | Fußball                    | Silber mit der Mannschaft |
| Sun Wen         | 23    | weiblich   | Fußball                    | Silber mit der Mannschaft |
| Sun Yue         | 23    | weiblich   | Volleyball                 | Silber mit der Mannschaft |
| Tan Shuping     | 18    | weiblich   | Wasserspringen             | Platz 23 vom Brett |
| Tan Zongliang   | 24    | männlich   | Schießen                   | Platz 6 mit der Luftpistole |
| Tang Hua        | 18    | männlich   | Bogenschießen              | Platz 23 im Einzel; Platz 12 mit der Mannschaft |
| Tang Lingsheng  | 25    | männlich   | Gewichtheben               | Gold im Bantamgewicht |
| Tang Yongshu    | 21    | weiblich   | Badminton                  | Bronze im Doppel |
| Tao Hua         | 23    | weiblich   | Softball                   | Silbermedaille mit der Mannschaft |
| Tao Xiaoqiang   | 22    | männlich   | Badminton                  | Platz 5 im Mixed |
| Tian Liang      | 16    | männlich   | Wasserspringen             | Platz 4 vom Turm |
| Wan Jianhui     | 21    | männlich   | Gewichtheben               | Platz 7 im Leichtgewicht |
| Wang Guohua     | 21    | männlich   | Gewichtheben               | Federgewicht |
| Wang Haibin     | 22    | männlich   | Fechten                    | Platz 28 im Florett-Einzel; Platz 9 mit der Florett-Mannschaft |
| Wang Huifeng    | 28    | weiblich   | Fechten                    | Platz 29 im Florett-Einzel; Platz 7 mit der Florett-Mannschaft |
| Wang Jin        | 23    | weiblich   | Judo                       | Platz 18 im Halbleichtgewicht |
| Wang Junxia     | 33    | weiblich   | Leichtathletik             | Gold über 5000 Meter; Silber über 10.000 Meter |
| Wang Lihong     | 25    | weiblich   | Softball                   | Silbermedaille mit der Mannschaft |
| Wang Lina       | 18    | weiblich   | Volleyball                 | Silber mit der Mannschaft |
| Wang Liping     | 22    | weiblich   | Fußball                    | Silber mit der Mannschaft |
| Wang Luna       | 15    | weiblich   | Schwimmen                  | Platz 8 mit der 200-Meter-Freistilstaffel |
| Wang Mingxia    | 24    | weiblich   | Leichtathletik             | Platz 15 über 10.000 Meter |
| Wang Qingzhi    | 27    | weiblich   | Radsport                   | Platz 11 in der 3000-Meter-Einzelverfolgung |
| Wang Tao        | 39    | weiblich   | Handball                   | Platz 5 mit der Mannschaft |
| Wang Tao        | 28    | männlich   | Tischtennis                | Silber im Einzel; Silber im Doppel |
| Wang Xianbo     | 19    | weiblich   | Judo                       | Bronze im Mittelgewicht |
| Wang Xiangrong  | 24    | weiblich   | Leichtathletik             | Platz 22 in der Qualifikation des Dreisprungs |
| Wang Xiaoyuan   | 28    | weiblich   | Badminton                  | Platz 5 im Mixed |
| Wang Xiaozhu    | 23    | weiblich   | Bogenschießen              | Platz 7 im Einzel; Platz 6 mit der Mannschaft |
| Wang Yan        | 25    | weiblich   | Leichtathletik             | Bronze über 10 Kilometer Gehen |
| Wang Yan        | 21    | weiblich   | Radsport                   | Platz 7 im 1000-Meter-Sprint; Punktefahren |
| Wang Yi         | 23    | weiblich   | Volleyball                 | Silber mit der Mannschaft |
| Wang Yifu       | 35    | männlich   | Schießen                   | Silber mit der Luftpistole; Platz 6 mit der Freien Pistole |
| Wang Ying       | 27    | weiblich   | Softball                   | Silbermedaille mit der Mannschaft |
| Wang Yiwu       | 20    | männlich   | Schwimmen                  | Platz 24 über 200 Meter Brust |
| Wang Zhizhi     | 17    | männlich   | Basketball                 | Platz 8 mit der Mannschaft |
| Wang Zhiling    | 24    | weiblich   | Volleyball                 | Silber mit der Mannschaft |
| Wei Haiying     | 25    | weiblich   | Fußball                    | Silber mit der Mannschaft |
| Wei Li          | 24    | weiblich   | Leichtathletik             | Platz 5 im dritten Halbfinale über 5000 Meter |
| Wei Qiang       | 24    | weiblich   | Softball                   | Silbermedaille mit der Mannschaft |
| Wen Lirong      | 26    | weiblich   | Fußball                    | Silber mit der Mannschaft |
| Wu Bei          | 16    | weiblich   | Rhythmische Sportgymnastik | Platz 35 im Einzel |
| Wu Chunlan      | 23    | weiblich   | Synchronschwimmen          | Platz 7 mit der Mannschaft |
| Wu Naiqun       | 25    | männlich   | Basketball                 | Platz 8 mit der Mannschaft |
| Wu Qinglong     | 31    | männlich   | Basketball                 | Platz 8 mit der Mannschaft |
| Wu Yanyan       | 18    | weiblich   | Schwimmen                  | Platz 28 über 200 Meter Rücken; Platz 10 über 200 Meter Lagen; Platz 18 über 400 Meter Lagen |
| Wu Yongmei      | 21    | weiblich   | Volleyball                 | Silber mit der Mannschaft |
| Wu Yubiao       | 21    | männlich   | Kanurennsport              | Platz 7 über 500 und über 1000 Meter |
| Xia Jiaping     | 27    | männlich   | Tennis                     | Platz 17 im Einzel |
| Xian Bangdi     | 19    | weiblich   | Kanurennsport              | Platz 4 im K4 über 500 Meter |
| Xiao Aihua      | 25    | weiblich   | Fechten                    | Platz 6 im Florett-Einzel; Platz 7 mit der Florett-Mannschaft |
| Xiao Hailiang   | 19    | männlich   | Wasserspringen             | Bronze vom Turm |
| Xiao Jiangang   | 23    | männlich   | Gewichtheben               | Bronze im Federgewicht |
| Xiao Jun        | 23    | männlich   | Schießen                   | Silber im Wettbewerb Laufende Scheibe |
| Xiao Yanling    | 28    | weiblich   | Leichtathletik             | Platz 5 im Diskuswurf |
| Xie Huilin      | 21    | weiblich   | Fußball                    | Silber mit der Mannschaft |
| Xiong Ni        | 22    | männlich   | Wasserspringen             | Gold vom Brett |
| Xu Dan          | 27    | männlich   | Schießen                   | Platz 30 mit der Freien Pistole |
| Xu Dong         | 17    | männlich   | Gewichtheben               | Platz 6 im Bantamgewicht |
| Xu Haifeng      | 19    | männlich   | Kanurennsport              | Platz 7 im K2 über 500 und über 1000 Meter |
| Xu Jian         | 25    | weiblich   | Softball                   | Silbermedaille mit der Mannschaft |
| Xu Xiang        | 23    | weiblich   | Schießen                   | Platz 11 im Doppel Trap |
| Xu Yanhua       | 25    | weiblich   | Schießen                   | Platz 9 mit der Luftpistole |
| Yan Fang        | 26    | weiblich   | Softball                   | Silbermedaille mit der Mannschaft |
| Yan Jiaukui     | 20    | weiblich   | Leichtathletik             | Platz 6 im dritten Vorlauf über 100 Meter; Platz 7 im zweiten Zwischenlauf über 200 Meter |
| Yan Jing        | 25    | weiblich   | Fechten                    | Platz 25 im Degen-Einzel |
| Yan Xiandong    | 23    | männlich   | Fechten                    | Platz 35 im Säbel-Einzel |
| Yang Jianping   | 16    | weiblich   | Bogenschießen              | Platz 29 im Einzel; Platz 6 mit der Mannschaft |
| Yang Ling       | 24    | männlich   | Schießen                   | Gold im Wettbewerb Laufende Scheibe |
| Yang Siju       | 23    | weiblich   | Leichtathletik             | Platz 8 im ersten Halbfinallauf über 5000 Meter; Platz 19 über 10.000 Meter |
| Yang Xiangzhong | 21    | männlich   | Boxen                      | Platz 9 im Leicht-Fliegengewicht |
| Yao Yan         | 21    | weiblich   | Badminton                  | Platz 5 im Einzel |
| Ye Chong        | 26    | männlich   | Fechten                    | Platz 12 im Florett-Einzel; Platz 9 mit der Florett-Mannschaft |
| Ye Zhaoying     | 22    | weiblich   | Badminton                  | Platz 5 im Einzel |
| Yi Jingqian     | 22    | weiblich   | Tennis                     | Platz 33 im Einzel; Platz 9 im Doppel |
| Yu Geli         | 20    | weiblich   | Handball                   | Platz 5 mit der Mannschaft |
| Yu Guohui       | 19    | männlich   | Leichtathletik             | Platz 21 über 20 Kilometer Gehen |
| Yu Hongqi       | 23    | weiblich   | Fußball                    | Silber mit der Mannschaft |
| Yu Lizhi        | 27    | männlich   | Badminton                  | Platz 9 im Einzel |
| Yu Zhoucheng    | 20    | männlich   | Wasserspringen             | Silber vom Brett |
| Yuan Chao       | 21    | männlich   | Judo                       | Platz 13 im Halbmittelgewicht |
| Yuan Yuan       | 20    | weiblich   | Schwimmen                  | Platz 24 über 100 Meter Brust; Platz 24 über 200 Meter Brust |
| Zeng Qiliang    | 21    | männlich   | Schwimmen                  | Platz 7 über 100 Meter Brust; Platz 13 mit der Lagenstaffel |
| Zhai Chao       | 24    | weiblich   | Handball                   | Platz 5 mit der Mannschaft |
| Zhan Xugang     | 22    | männlich   | Gewichtheben               | Gold im Leichtgewicht |
| Zhang Bing      | 27    | männlich   | Schießen                   | Bronze im Doppeltrap; Platz 5 im Trap |
| Zhang Chunfang  | 27    | weiblich   | Softball                   | Silbermedaille mit der Mannschaft |
| Zhang Guangjun  | 21    | männlich   | Judo                       | Platz 21 im Halbleichtgewicht |
| Zhang Huiqiang  | 19    | männlich   | Leichtathletik             | Platz 14 über 50 Kilometer Gehen |
| Zhang Jian      | 20    | weiblich   | Leichtathletik             | Platz 5 im ersten Vorlauf über 800 Meter |
| Zhang Jinjing   | 18    | männlich   | Turnen                     | Silber mit der Mehrkampfmannschaft; Platz 4 im Mehrkampf; Platz 4 am Barren |
| Zhang Li        | 19    | weiblich   | Handball                   | Platz 5 mit der Mannschaft |
| Zhang Lianbiao  | 27    | männlich   | Leichtathletik             | Platz 11 im Speerwurf |
| Zhang Limei     | 26    | weiblich   | Handball                   | Platz 5 mit der Mannschaft |
| Zhang Qin       | 22    | weiblich   | Kanurennsport              | Platz 4 im K4 über 500 Meter |
| Zhang Qiuping   | 32    | weiblich   | Schießen                   | Platz 17 im Kleinkaliber-Dreistellungskampf |
| Zhang Xiangsen  | 23    | männlich   | Gewichtheben               | Silber im Fliegengewicht |
| Zhang Xindong   | 27    | männlich   | Schießen                   | Platz 9 im Skeet |
| Zhang Yongjie   | 28    | männlich   | Schießen                   | Platz 9 im Trap |
| Zhao Gang       | 25    | männlich   | Fechten                    | Platz 24 in Degen-Einzel |
| Zhao Guisheng   | 35    | männlich   | Schießen                   | Platz 31 im Trap |
| Zhao Haijuan    | 25    | weiblich   | Radsport                   | Straßenrennen |
| Zhao Lihong     | 23    | weiblich   | Fußball                    | Silber mit der Mannschaft |
| Zhao Lifeng     | 18    | männlich   | Schwimmen                  | Platz 39 über 100 Meter Freistil; Platz 13 mit der Lagenstaffel |
| Zhao Yi         | 17    | männlich   | Schwimmen                  | Platz 26 über 100 Meter Rücken; Platz 39 über 200 Meter Rücken; Platz 13 mit der Lagenstaffel |
| Zhao Ying       | 18    | weiblich   | Handball                   | Platz 5 mit der Mannschaft |
| Zhao Yongsheng  | 26    | männlich   | Leichtathletik             | 50 Kilometer Gehen |
| Zheng Dongmei   | 28    | weiblich   | Basketball                 | Platz 9 mit der Mannschaft |
| Zheng Haixia    | 29    | weiblich   | Basketball                 | Platz 9 mit der Mannschaft |
| Zhang Ni        | 20    | weiblich   | Rhythmische Sportgymnastik | Platz 5 mit der Mannschaft |
| Zheng Wu        | 28    | männlich   | Basketball                 | Platz 8 mit der Mannschaft |
| Zhong Li        | 19    | weiblich   | Rhythmische Sportgymnastik | Platz 5 mit der Mannschaft |
| Zhou Xiaojing   | 18    | weiblich   | Rhythmische Sportgymnastik | Platz 17 im Einzel |
| Zou Sixin       | 29    | männlich   | Leichtathletik             | Platz 21 in der Qualifikation des Dreisprungs |